# 杉村英子
杉村 英子（すぎむら　ひでこ、1971年9月23日 -）は愛知県海部郡立田村（現・愛西市）出身の日本の柔道家。現役時代は61kg級の選手。身長162cm。

## 来歴
立田中学から同朋高校へ進むと、1年の時に強化選手選考会61kg級で3位となった。全国高校選手権では決勝で常磐高校1年の北爪弘子に判定で敗れて2位だった。体重別では決勝まで上がるが、ソウルオリンピック(公開競技)銅メダリストである住友海上の持田典子に敗れた。フランス国際では3位となった。しかし、全国高校選手権では2回戦で敗れた。3年の時には体重別で3位だった。1990年に筑波大学へ進学すると、1年の時には強化選手選考会の決勝で埼玉大学1年の北爪に敗れた。3年の時には正力杯で3位だった。4年の時には強化選手選考会で3位になると、福岡国際では決勝で韓国の鄭成淑に有効で敗れるも2位になった。1994年にはミキハウスの所属となると、実業個人選手権では決勝であさひ銀行の北爪を破って優勝した。強化選手選考会では決勝で住友海上の恵本裕子に敗れた。福岡国際では2回戦で世界チャンピオンであるベルギーのジェラ・バンデカバイエに敗れるも、その後の3位決定戦で恵本を破って3位に入った。1995年の体重別では決勝で恵本に敗れて2位だった。全国女子体重別では決勝で北爪に敗れた。福岡国際では決勝でバルセロナオリンピック金メダリストであるフランスのカトリーヌ・フローリに敗れた。1996年の福岡国際では決勝で韓国の朴美姫を破って優勝を飾った。1997年に大阪で初開催されたワールドカップ国別団体戦では3位となった。

## 戦績
- 1987年 -　強化選手選考会　3位
- 1988年 -　全国高校選手権　2位
- 1988年 -　強化選手選考会　3位
- 1988年 -　体重別　2位
- 1989年 -　フランス国際　3位
- 1989年 -　体重別　3位
- 1990年 -　強化選手選考会　2位
- 1992年 -　正力杯　3位
- 1993年 -　強化選手選考会　3位
- 1993年 -　福岡国際　2位
- 1994年 -　実業個人選手権　優勝
- 1994年 -　強化選手選考会　2位
- 1994年 -　福岡国際　3位
- 1995年 -　体重別　2位
- 1995年 -　全国女子体重別　2位
- 1995年 -　福岡国際　2位
- 1996年 -　福岡国際 優勝
- 1997年 - ワールドカップ国別団体戦　3位

(出典、JudoInside.com)。